# William H. Gates
William Henry Gates II, também conhecido como William H. Gates, Sr. (Bremerton, 30 de novembro de 1925 - Medina, 14 de setembro de 2020), foi um advogado, filantropo e autor norte-americano, pai do magnata Bill Gates.

## Biografia
William H. Gates nasceu em Bremerton, Washington em 30 de novembro de 1925. Filho de William Henry Gates I (1891–1969) e Lillian Elizabeth Rice (1891–1966), foi o terceiro de sua família a receber o mesmo nome desde seu avô. Gates fez parte do Escotismo durante anos e após o colegial ingressou no Exército dos Estados Unidos, mudando seu nome para William Gates Jr. Gates serviu como soldado durante a Segunda Guerra Mundial e foi honrado por seu esforços durante a guerra em 1946.
Gates também estudou na Universidade de Washington onde conseguiu um Bachelor of Arts em 1949 e se formou em Direito em 1950. Gates atuou como advogado até 1998, primeiramente atuou numa  firma de direito chamada Shidler & King (hoje K&L Gates).
Em 1998, Gates se afastou da empresa e atou como Board of Regents da Universidade de Washington e foi também o co-presidente da Bill and Melinda Gates Foundation fundada por seu filho, Bill Gates.